# 크리스치아누 페레이라 지 소자
크리스치아누 페레이라 지 소자(포르투갈어: Cristiano Pereira de Souza, 1977년 7월 28일 ~ )는 브라질리아(Brasília)로 잘 알려진 브라질 브라질리아 출신의 축구 선수이며, 포지션은 공격수이다. 2007년부터 2009년까지 K-리그의 대전 시티즌, 울산 현대 호랑이, 포항 스틸러스, 전북 현대 모터스에서 활약하였다. 2013년을 마지막으로 프로 무대에서 은퇴하였다.

## 축구인 경력

### 클럽 경력
2007년 K-리그의 대전 시티즌에서 대한민국 무대에 데뷔하였으며, 2008년 울산 현대 호랑이로 이적하여 그 해 K-리그 도움왕을 차지하였다. 2009년 포항 스틸러스에 입단하였으나, 그 해 6월 전북 현대 모터스로 팀 동료 이광재와 함께 이적하였다.